# Бербанк (Оклахома)
Бербанк (енгл. Burbank) град је у америчкој савезној држави Оклахома.

## Демографија
По попису из 2010. године број становника је 141, што је 14 (-9,0%) становника мање него 2000. године.
| Група             | 2000.       | 2010.       |
| Белци             | 108 (69,7%) | 100 (70,9%) |
| Афроамериканци    | 0 (0,0%)    | 0 (0,0%)    |
| Азијати           | 0 (0,0%)    | 0 (0,0%)    |
| Хиспаноамериканци | 2 (1,3%)    | 0 (0,0%)    |
| Укупно            | 155         | 141         |